# بارون موردو
بارون موردو هو شرير خارق في مارفل كومكس من ابتكار ستان لي وستيف ديتكو،ظهرت الشخصية لأول مرة في أغسطس 1963.